# Aloe argenticauda
Aloe argenticauda é uma espécie de liliopsida do gênero Aloe, pertencente à família Asphodelaceae.